# Templo de Puerto Príncipe
El Templo de Puerto Príncipe es uno de los templos construidos y en operaciones de La Iglesia de Jesucristo de los Santos de los Últimos Días, el primero construido en Haití, ubicado en la comuna de Pétion-Ville, en el Departamento Oeste (Haití). El templo es el primer templo SUD en el país y el segundo en las islas del Caribe, seguido del Templo de Santo Domingo (República Dominicana).

## Historia
La iglesia recibió aprobación del gobierno de Haití para hacer proselitismo en el país en 1980 con el establecimiento de su primear congregación ese mismo año. En 1983, Thomas S. Monson visitó Puerto Príncipe para formalmente dedicar el país para la predicación proselitista en una ceremonia que incluyó una oración por parte de Monson.

## Anuncio
Los planes para la construcción del templo de Puerto Príncipe fueron anunciados por Thomas S. Monson durante la conferencia general de la iglesia el 5 de abril de 2015. El 12 de marzo de 2017, la iglesia anunció que el templo sería construido en el área adyacente a una capilla de reuniones dominicales donde se intersectan la Route de Frères (Delmas 105) e Impasse Saint-Marc (Frères 23).

## Construcción
La ceremonia de la primera palada presidida por autoridades locales ocurrió el 28 de octubre de 2017. Solo líderes locales y unos 200 invitados adicionales asistieron a la ceremonia de la primera palada. La ceremonia de la primera palada, que incluye una oración dedicatoria, fue transmitida en vivo vía satélite a centros de reuniones en Haití y otras congregaciones que rodean la isla.
El edificio comparte su terreno con un centro de estaca así como un centro para recepción de patronos del templo, equipado con comedor, duchas y salas de espera. Este último edificio tiene anexo la residencia del presidente del templo así como un centro de distribución de materiales de la iglesia.
Muchos de los obreros de la construcción del templo carecían de experiencia en obras de construcción por lo que las empresas contratadas para la obra capacitaron a los obreros locales en diversas especialidades.

## Dedicación
El templo SUD de Puerto Príncipe fue dedicado para sus actividades eclesiásticas en tres sesiones el 1 de septiembre de 2019, por David A. Bednar, miembro del cuórum de los Doce Apóstoles SUD. Entre el 3 y el 17 de agosto, la iglesia permitió un recorrido público de las instalaciones y del interior del templo. 

## Pandemia 2019
El 25 de marzo de 2020 la iglesia solicitó el cierre de todos sus templos como respuesta preventiva a la Pandemia de COVID-19. En mayo de ese año la iglesia aprobó la apertura de 17 templos a nivel mundial para realizar matrimonios por personas vivas, prohibiendo para entonces todas las ceremonias a favor de ancestros fallecidos. Otros templos fueron abriendo durante el mes subsiguiente llegando a 93 templos en junio de 2020. El templo de Puerto Príncipe pasó a su primera fase de reapertura el 1 de septiembre de 2020, uno de los últimos en el mundo en reabrir con estas especificaciones en 2020. El único templo aún cerrado por completo a fines de 2020 fue el templo de Kiev. El 26 de abril de 2022 el templo en Haití recibió autorización de la iglesia para abrir sin las restricciones en sus operaciones impuestas durante la pandemia.